# Situacijski prijestupnik
U kriminologiji se pojam situacijski počinitelj koristi u nekoliko značenja, čiji je zajednički nazivnik netipičan karakter predmetnog kaznenog djela za tu osobu prema nekim kriterijima.

## Opća kriminologija
Nakon klasične studije Martina R. Haskella i Lewisa Yablonskog Kriminologija - zločin i kriminal (1974.), situacijski počinitelj, za razliku od karijernog zločinca, osoba je koja je počinila kazneno djelo pod određenim okolnostima, ali obično nije sklona počiniti kaznena djela i vjerojatno neće ponoviti kazneno djelo.

## Seksualni zločini
U seksualnim zločinima, situacijski seksualni počinitelj je onaj čiji je prekršaj povezan sa situacijskim seksualnim ponašanjem, tj. Seksualnim ponašanjem koje se razlikuje od uobičajenih navika osobe. Ovaj je izraz u suprotnosti s preferencijalnim počiniteljem, čije je kazneno djelo povezano s preferencijalnim ponašanjem osobe. Na primjer, preferencijalni zlostavljač djece isključivo je povezan s djecom, dok su oni koji su u situaciji obično seksualno ponašanje unutar svoje vršnjačke skupine.